# Bodurka
Bodurka (tur. bodur – krępy, niski) – nazwisko wywodzące się z języków tureckich o rdzeniu opisowym oznaczającym kogoś o niskiej i krępej budowie. 
Inne formy: Bodur, Bodura, Bodurczyk, Bodurek, Bodurkiewicz herbu Kościesza, Bodurko, Bodurowicz, Bodurski, Bodurman; (gr.) Βουδούρης; (rus.) Бодурка; (buł.) Бодуров; (rum.) Bodurian; (ang.) Bodurtha

## Geneza nazwiska
Pierwsze pojawienie się nazwiska Bodurka na ziemiach polskich odnotowano w roku 1265 i można je wiązać z najazdami mongolskimi, a szczególnie z II najazdem w latach 1259–1260 oraz wzięciem do niewoli jeńców tatarskich. 
W historii wsi Rajbrot (w okolicach której znajduje się największe skupisko osób o nazwisku Bodurka, a także Bodura) założonej przez Bolesława Wstydliwego w roku 1260, wspomniano, że po III najazdzie mongolskim na przełomie lat 1287 i 1288 zasiedlający tę wieś jeńcy tatarscy udali się na Węgry.
Inne hipotezy pochodzenia nazwiska podaje prof. Kazimierz Rymut, mianowicie
Bodur (bez daty źródłowej), Bodura (bez daty źródłowej), Bodurka (1265 r.) – mają tę samą etymologię, pochodząc:
1. od słów bodę, bóść (kłuć),
2. od imion złożonych typu Bodzisław, Bogdan,
3. od niemieckiej nazwy osobowej Bodo.

We wszystkich tych przypadkach rdzeniem jest słowo bod, do którego został dodany przyrostek -ur, a następnie odpowiedni do formy współczesnej, czyli -a, -ka, -kiewicz itd. Podobną interpretację podał prof. Rymut dla wszystkich nazwisk rozpoczynających się na "Bod", czyli np. "Boduszyński", "Bodzioch", "Bodziony", "Bodeł" i "Bodył".

## Badania genetyczne (DNA)
Z badań genetycznych yDNA i ich interpretacji podanej przez Family Tree DNA dla 25 markerów (próba jednoosobowa) wynika, że osoby o tym nazwisku należą do haplogrupy R1a-niezwiązanej (Unassigned) i z dużym prawdopodobieństwem nie wywodzą się od plemion słowiańskich, ale raczej od innych wczesnych plemion, takich jak Bałtowie, lub Scytowie. Niemniej wymaga to dalszych badań z użyciem 37 lub 67 markerów DNA.

## Liczebność w Polsce
Według stanu na rok 2000 w Polsce zamieszkiwało 410 osób o nazwisku Bodurka, z czego 191 mężczyzn i 219 kobiet. Najwięcej osób zamieszkiwało w powiecie bocheńskim (106 osób), następnie w powiecie świdnickim (37 osób), Krakowie (29 osób) i powiecie brzeskim (18 osób).
W przypadku nazwiska Bodura będącego drugim pod względem liczności z rdzeniem bodur liczba osób mieszkających w Polsce wynosiła 333 osoby z czego 163 mężczyzn i 170 kobiet. Najliczniej nazwisko Bodura pojawia się w powiatach brzeskim (90 osób), sandomierskim (30 osób) i ostrowskim (23 osoby). Poza podium powiat warszawski (16 osób).
Według stanu na początek lat 90. XX wieku w Polsce zamieszkiwało 350 osób o tym nazwisku, z czego prawie połowa w dawnym województwie tarnowskim.
Słownik nazwisk współcześnie w Polsce używanych pod red. prof. Kazimierza Rymuta podaje liczbę 348, jednak nie uwzględnia ona osób z nazwiskiem Bodurka mieszkających w Krośnie.
Łączna liczba osób mieszkających w Polsce w ww. okresie, a mających w nazwisku rdzeń bodur wynosiła ok. 700, z czego 257 w województwie tarnowskim.

## Tłumaczenia rdzeniabodur
- Język turecki[6] (synonim bücür) 
  1. mały, niski,
  2. masywny, krępy, przysadzisty,
  3. pękaty; (twarz) pełny, pulchny, pucułowaty, pyzaty,
  4. pigmej, karzeł, krasnoludek, krasnolud, przym. karłowaty,
  5. chaszcze; roślinność karłowata,
  6. cios pięścią, dziurkacz, czas. dziurkować.
  7. biol. nazwa jednego z gatunków fasoli[7]
- Język gagauski – krótkonogi[8].
- Język tatarski – pryszczaty; dziobaty, (twarz) krzywy[9].
- Język kirgiski[10]
  1. wzgórze, niewielkie wzniesienie,
  2. niewielka wypukłość, okrągłość,
  3. stos, kopiec, hałda, kurhan.
- Języki indoaryjskie – żółtobrązowy, śniady byk[11].
- Język irlandzki – (od słowa bodar) pot. głuchoniemy[12].